# Huis Oostenrijk-Este
Het huis Oostenrijk-Este is een zijlinie van het huis Habsburg die van 1814 tot 1859 over Modena regeerde. Leden van dit geslacht voerden de titel aartshertog van Oostenrijk-Este.
De linie ontstond door het huwelijk van aartshertog Ferdinand, zoon van keizer Frans I Stefan, met Maria Beatrice d'Este, enig kind van Ercole III d'Este, hertog van Modena. Hun zoon Frans IV werd in 1814 hertog van Modena en werd in 1846 opgevolgd door zijn zoon Frans V. Deze regeerde op absolutistische wijze en werd in het revolutiejaar 1848 verdreven, maar kon met Oostenrijkse hulp terugkeren. Zijn land werd in 1859 bezet door Piëmont-Sardinië. Het volk sprak zich in een referendum in januari 1860 met overweldigende meerderheid uit voor aansluiting bij Piëmont-Sardinië en dus bij het in 1861 uitgeroepen Italië.
Met de kinderloze dood van Frans V in 1875 stierf het huis Oostenrijk-Este uit. De titel ging echter over op zijn erfgenaam aartshertog Frans Ferdinand, die in 1914 werd vermoord. Karel I van Oostenrijk kende zijn zoon Robert in 1917 de titel aartshertog van Oostenrijk-Este toe. Diens zoon Lorenz huwde in 1984 de Belgische prinses Astrid zodat ook hun kinderen Amedeo, Maria Laura, Joachim, Luisa Maria en Laetitia Maria deze titel dragen, naast die van prins(es) van België.
Anna-Astrid van Oostenrijk-Este is de eerste van haar generatie in 2016 die niet geboren is als prinses van België.